# Nefta (délégation)
Nefta est une délégation tunisienne dépendant du gouvernorat de Tozeur.
En 2004, elle compte 20 544 habitants dont 9 948 hommes et 10 596 femmes répartis dans 4 543 ménages et 4 989 logements.